# 後藤雅明
後藤 雅明（ごとう まさあき、1994年5月24日 - ）は、埼玉県所沢市出身のプロサッカー選手。Jリーグ・V・ファーレン長崎所属。ポジションはゴールキーパー（GK）。

## 来歴
國學院大學久我山高校から早稲田大学へ進学。3年次、関東大学サッカーリーグ戦1部でリーグ最少失点に抑える活躍でベストイレブンに選出され、チームの19年ぶりの優勝に貢献した。
2017年より、湘南ベルマーレへ加入。
湘南加入後は秋元陽太の控えとなり、17年の天皇杯2試合と18年はカップ戦3試合に出場したがリーグ戦の出場は無かった。
2019年、ツエーゲン金沢へ期限付き移籍。
しかし、白井裕人からポジションを奪うことは出来ず、リーグ戦3試合の出場に留まった。
湘南に復帰した2020年は、富居大樹や谷晃生を前にベンチ入りの機会すら限られたが、シーズン終盤の11月29日・第30節清水エスパルス戦にて湘南移籍後リーグ戦初先発を果たした。
2021年、金沢へ完全移籍。2年振りの金沢でのプレーとなった同シーズンは開幕戦からスタメンを勝ち取ると、以降も先発出場を続けチームのJ2残留に貢献した。
2022年、モンテディオ山形へ完全移籍。山形でも開幕から先発出場を続け、全試合出場を果たした。2024年にはリーグ戦フルタイム出場を果たすなど、山形での3年間でリーグ戦計118試合に出場した。
2025年、V・ファーレン長崎に完全移籍。

## 所属クラブ
- 小手指サッカースポーツ少年団
- プレジールSC入間
- 國學院大學久我山高等学校
- 早稲田大学
- 2017年 - 2020年  湘南ベルマーレ
  - 2019年  ツエーゲン金沢（期限付き移籍）
- 2021年  ツエーゲン金沢
- 2022年 - 2024年  モンテディオ山形
- 2025年 -  V・ファーレン長崎

## 個人成績
| 国内大会個人成績 | 国内大会個人成績 | 国内大会個人成績 | 国内大会個人成績 | 国内大会個人成績 | 国内大会個人成績 | 国内大会個人成績 | 国内大会個人成績 | 国内大会個人成績 | 国内大会個人成績 | 国内大会個人成績 | 国内大会個人成績 |
| 年度             | クラブ           | 背番号           | リーグ           | リーグ戦         | リーグ戦         | リーグ杯         | リーグ杯         | オープン杯       | オープン杯       | 期間通算         | 期間通算         |
| 年度             | クラブ           | 背番号           | リーグ           | 出場             | 得点             | 出場             | 得点             | 出場             | 得点             | 出場             | 得点             |
| 日本             | 日本             | 日本             | 日本             | リーグ戦         | リーグ戦         | リーグ杯         | リーグ杯         | 天皇杯           | 天皇杯           | 期間通算         | 期間通算         |
| ---------------- | ---------------- | ---------------- | ---------------- | ---------------- | ---------------- | ---------------- | ---------------- | ---------------- | ---------------- | ---------------- | ---------------- |
| 2016             | 早大             | 1                | -                | -                | -                | -                | -                | 1                | 0                | 1                | 0                |
| 2017             | 湘南             | 31               | J2               | 0                | 0                | -                | -                | 2                | 0                | 2                | 0                |
| 2018             | 湘南             | 31               | J1               | 0                | 0                | 3                | 0                | 0                | 0                | 3                | 0                |
| 2019             | 金沢             | 1                | J2               | 3                | 0                | -                | -                | 2                | 0                | 5                | 0                |
| 2020             | 湘南             | 21               | J1               | 3                | 0                | 1                | 0                | -                | -                | 4                | 0                |
| 2021             | 金沢             | 1                | J2               | 37               | 0                | -                | -                | 0                | 0                | 37               | 0                |
| 2022             | 山形             | 1                | J2               | 42               | 0                | -                | -                | 0                | 0                | 42               | 0                |
| 2023             | 山形             | 1                | J2               | 38               | 0                | -                | -                | 0                | 0                | 38               | 0                |
| 2024             | 山形             | 1                | J2               | 38               | 0                | 0                | 0                | 0                | 0                | 38               | 0                |
| 2025             | 長崎             | 21               | J2               |                  |                  |                  |                  |                  |                  |                  |                  |
| 通算             | 日本             | 日本             | J1               | 3                | 0                | 4                | 0                | 0                | 0                | 7                | 0                |
| 通算             | 日本             | 日本             | J2               | 158              | 0                | 0                | 0                | 4                | 0                | 162              | 0                |
| 通算             | 日本             | 日本             | 他               | -                | -                | -                | -                | 1                | 0                | 1                | 0                |
| 総通算           | 総通算           | 総通算           | 総通算           | 161              | 0                | 4                | 0                | 5                | 0                | 170              | 0                |

その他公式戦
- Jリーグ初出場 - 2019年3月3日 J2第2節 ファジアーノ岡山戦 (シティライトスタジアム)
- 2022年
  - J1参入プレーオフ:2試合0得点
- 2023年
  - J1昇格プレーオフ:1試合0得点
- 2024年
  - J1昇格プレーオフ:1試合0得点

## 選抜歴
- 2015年 関東大学選抜

## タイトル

### クラブ
早稲田大学
- 関東大学サッカーリーグ戦1部：1回（2015年）
- 東京都サッカートーナメント：1回（2016年）

湘南ベルマーレ
- Jリーグカップ：1回（2018年）
- J2リーグ：1回（2017年）

### 個人
- 関東大学サッカーリーグ戦1部 ベストイレブン：1回（2015年）